# NXハートフル
NXハートフル株式会社（エヌエックスハートフル、英: NX HEARTFUL CO.,LTD.）は、東京都千代田区に本社を置く、NXグループの特例子会社である。
2022年1月、日本通運の単独株式移転による持株会社制への移行及びグループブランド「NX」の導入に伴い、日通ハートフル株式会社（にっつうハートフル）から社名変更された。

## 事業内容
印刷事業
名刺や各種挨拶状、封筒、表彰状、会議用の資料といったNXグループにおける印刷物全般を手掛ける。
請負事業
NXグループビル内の各部門における事務作業（社会保険、財務関係、海外派遣社員庶務関係、従業員福祉関係事務他）やメール室の業務運営を行う。
ビジネスサポート事業
専任のスタッフが職場を巡回訪問し、当社からの転籍又は紹介により日本通運の各支店で勤務する障がい者社員に対して問題点の解決に向けたサポートを行う。